# The Way You Make Me Feel
The Way You Make Me Feel är en hitsingel av amerikanska sångaren Michael Jackson från dennes album Bad. Precis som Bad-singeln nådde The Way You Make Me Feel nummer 1 på Billboard-listan som en av fem singlar från samma album.
I Storbritannien nådde singeln som bäst upp till nummer tre, låten nådde inte förstaplatsen i speciellt många länder men lyckades ändå ta sig upp på topp 10 på de flesta ställen.
The Way You Make Me Feel är en kärlekshistoria om en man som är förälskad i en kvinna och beskriver hur han känner för henne, låten har blivit en av Michael Jacksons mest kända låtar. 2006 släpptes låten åter på singel men den här gången på en DualDisc-skiva som en del av Visionary-projektet.

## Låtlista

### Storbritannien EP-singel
1. The Way You Make Me Feel (single edit) 4:26
2. The Way You Make Me Feel (instrumental) 4:26

### Storbritannien LP-singel
1. The Way You Make Me Feel (extended dance mix) 7:53
2. The Way You Make Me Feel (dub) 5:06
3. The Way You Make Me Feel (acapella) 4:30

## Musikvideon
Musikvideon till The Way You Make Me Feel finns i två versioner, en förlängd version på 8 minuter och en kortare version anpassad för musikkanalerna. I musikvideon jagar Jackson en ung kvinna runt i ett förortskvarter men får gång på gång nobben av kvinnan, Jackson stannar henne och börjar sjunga på The Way You Make Me Feel, låten avslutas med en gruppdanssekvens typisk för en Michael Jackson-video.
Kvinnan i videon spelas av Tatiana Thumbtzen som skapat tidningsrubriker då hon påstod att hon haft en väldigt passionerad romans med Michael Jackson. Under en privat konsert 1988 i Madison Square Garden kysste hon Michael på scen när hon gjorde ett gästframträdande under uppträdandet av The Way You Make Me Feel och har sedan dess spunnit på historien.

## Liveframträdanden
- Låten framfördes under konserterna i slutet av Bad Tour 1987-1989
- 1988 gjordes ett bejublat framförande av låten under Grammygalan
- Under några av de första konserterna under Dangerous Tour 1992 framfördes låten.
- 1995 års MTV Video Music Awards framfördes en kort bit av låten som en del av ett medley.
- 1996 under uppvärmningskonserten i Brunei inför HIStory tour framfördes låten.
- Under några av de första konserterna under HIStory Tour 1996 framfördes låten.
- 1999 under MJ & Friends Concert konserterna framfördes en kort bit av låten som en del av ett medley
- År 2001 under 30th Anniversary Celebration i Madison Square Garden framfördes låten under båda konserterna, i den första tillsammans med Britney Spears och i den andra solo.